# Amours incestueuses
Albums de Barbara
La Fleur d'amour
(1972) La Louve
(1973)
Amours incestueuses est le treizième album de chansons enregistrées en studio par la chanteuse Barbara. L’édition originale est sortie en France, en 1972.

## Édition originale de l’album
- Novembre 1972 : Amours incestueuses, disque microsillon 33 tours/30cm, Philips (6332 119).
- Pochette : photographie en noir et blanc, réalisée par Irmeli Jung.
- Enregistrement : stéréophonique.

### Réalisation
Les neuf chansons du disque ont été enregistrées d’août à octobre 1972, au Studio des Dames dans le 8e arrondissement de Paris.
- Arrangement musical et direction d'orchestre : Jean Musy.
- Ingénieur du son : Roland Guillotel, assisté de Jean-Louis Labro.
- Production Philips.
- Réalisation : Frank Giboni.

### Musiciens
- Barbara : piano.
- François Auger : batterie.
- Philippe Chérond : violoncelle.
- Michel Colombei : guitare basse.
- Michel Gaudry : contrebasse.
- Jean-Marie Hauser : batterie.
- Pierre Llinares : alto.
- Pierre Louis : violon.
- Pierre Moreilhon : contrebasse.
- Claude Pavy : guitare.
- Bernard Pépin : flûte.
- Yvon Rioland : guitare basse.
- Roland Romanelli : accordéon électronique.
- José Souc : guitare.
- Roland Stepzak : violon.
- François Texier : flûte.

### Chansons
| 1. | Amours incestueuses | Barbara          | Barbara | 4 min 25 s |
| 2. | Le Bourreau         | Étienne Roda-Gil | Barbara | 3 min 53 s |
| 3. | Printemps           | Paul Éluard      | Barbara | 2 min 13 s |
| 4. | Rémusat             | Barbara          | Barbara | 2 min 45 s |
| 5. | Colère              | Barbara          | Barbara | 1 min 36 s |

| 1. | Perlimpinpin    | Barbara                             | Barbara                                       | 3 min 55 s |
| 2. | Accident        | Barbara                             | Barbara, Catherine Lara                       | 3 min 31 s |
| 3. | La Ligne droite | Georges Moustaki (1re et 2e partie) | G. Moustaki (1re partie), Barbara (2e partie) | 4 min 22 s |
| 4. | Clair de nuit   | Barbara                             | Barbara, Catherine Lara                       | 4 min 00 s |

## Discographie liée à l’album
Identifications des différents supports :
LP (Long Playing) = Microsillon 33 tours/30 cm.
CD (Compact Disc) = Disque compact

### Publication contenant les 9 chansons de l’album
- Mars 1992 : Marienbad, CD Philips/Phonogram (510 905-2)[3].

### Rééditions de l’album
- 1981 : Amours incestueuses, LP Philips (6332 119).

– Pochette identique à l’édition originale.
- Décembre 2002 : Amours incestueuses, CD Mercury/Universal (063 182-2)[4].

– Reproduction en digipak de la pochette originale.
- Septembre 2008 : Amours incestueuses, CD (13,5 x 13,5), Philips/Mercury/Universal, coll. « Vintage Vinyl Replica » (530 068-4).

– Réplique recto/verso de la pochette originale.
- Novembre 2010 : Amours incestueuses, CD Mercury/Universal (274 975-6)[5].

– Réplique recto/verso de la pochette originale.